# ユビキタスAI
株式会社ユビキタスAI（Ubiquitous AI Corporation）は、東京都新宿区西新宿に本社を置く通信ソフトウェアの開発・ライセンス提供を行う株式会社。
ジャスダックNEOへの上場第1号企業である。

## 沿革
- 2001年（平成13年）5月 株式会社ユビキタス設立。
- 2001年（平成13年）11月「Ubiquitous TCP/IP」の開発に成功
- 2003年（平成15年）5月 株式会社東芝 デジタルメディアネットワーク社との間でソフトウェア使用許諾契約を締結。「Ubiquitous TCP/IP」がセキュリティ用Webカメラに採用される。
- 2004年（平成16年）3月 株式会社ルネサステクノロジ（現：ルネサス エレクトロニクス株式会社）との間で「Ubiquitous TCP/IP」、「Ubiquitous Media Connect」、「Ubiquitous Rendezvous」に関する包括使用許諾契約を締結。
- 2005年（平成17年）8月 任天堂株式会社との間でソフトウェア使用許諾契約を締結。「Ubiquitous TCP/IP」と「Ubiquitous SSL」を基に開発された通信プロトコルスタックが、ニンテンドーDS用の通信ライブラリに採用される。
- 2007年（平成19年）4月 富士ソフト株式会社との間で、デジタル家電のネットワーク対応ソリューションで協業することを合意。
- 2007年（平成19年）4月 松下電器産業株式会社 半導体社（現：パナソニック株式会社 デバイス社）との間で、USB関連ソフトウェアの使用許諾契約を締結。
- 2007年（平成19年）5月 NECエレクトロニクス株式会社（現：ルネサス エレクトロニクス株式会社）との間で、ネットワーク関連SDK使用許諾契約を締結。
- 2007年（平成19年）11月 ジャスダック証券取引所NEOに株式を上場（NEOの第一号銘柄）。
- 2008年（平成20年）9月 エンサーク株式会社より組込みソフトウェア製品DeviceSQLを取得。組込みデータベース事業を開始。
- 2010年（平成22年）3月 「Ubiquitous QuickBoot」を販売開始。
- 2010年（平成22年）10月12日 ヘラクレスとジャスダックが市場統合し、JASDAQグロースへ移行。
- 2017年（平成29年）4月 株式会社エーアイコーポレーションを完全子会社化。
- 2018年（平成30年）7月 株式会社エーアイコーポレーションを吸収合併し、株式会社ユビキタスAIコーポレーションへ商号変更。
- 2022年（令和4年）4月4日 - 東京証券取引所スタンダードへ移行。
- 2022年（令和4年）7月1日 - 商号を株式会社ユビキタスAIに変更。

## 主な事業内容
ゲーム機器などの電子機器メーカー及び半導体メーカーに対するソフトウェア使用許諾、ソフトウェア受託開発、サポートに区分される。
- ソフトウェア使用許諾：開発したソフトウェアを顧客に使用許諾して対価を得る。
  - 契約時一時金：ソフトウェア製品のソースコード又はオブジェクトコードを顧客企業に使用許諾する対価。新規にソフトウェアを開発した場合などは各社にライセンスすることにより、この項目の売上高が伸びる傾向がある。
  - ランニング・ロイヤルティ：顧客企業がソフトウェア製品を複製してデバイスに組み込んで販売する際に、複製本数に応じて収受する対価。基本的に対応する支出がなく複製本数が伸びれば利益率の向上に寄与する。
- ソフトウェア受託開発
  - 顧客の求めに応じて、ソフトウェア製品を特定のプラットフォームに移植したり、カスタム対応をしたりする対価として収受するもの。
- サポート
  - ソフトウェアを使用許諾した顧客に対する技術サポートの対価。納品後一定期間に限って提供する初期サポートや年単位で開発工数を提供する年間サポートなどがある。

## 戦略と強み
機器組み込み型ソフト研究・開発が主で、「小さく」「軽く」「速く」のキーワードに表象されるユビキタス社独自の技術的ニッチは他社では提供できないものとして大手メーカー各社に採用されている。2009年（平成21年）11月にはそれまでのネットワーク、データベースに次ぐ新製品「Ubiquitous QuickBoot」の開発に成功。QuickBootは、デジタル家電や携帯電話に採用されているLinuxやAndroidなどのOSの起動時間を画期的に短縮することができる技術。 

## 主要製品
ユビキタス社製ソフトウェアは、自社開発による独自カーネルを基礎とし、インターネットの世界で標準プロトコルとなったTCP/IP通信プロトコルスタックを中心とし、様々な分野で機能を発揮する種々のコンポーネントより構成されている。主要なソフトウェアには以下が含まれる。

- 通信基本: Ubiquitous Network Framework
- セキュリティ：Ubiquitous Network Framework Security Option
- ワイヤレス： Ubiquitous WPA/WPS
- ホームネットワーク：Ubiquitous Network Framework Home Network Option
- コネクション：Ubiquitous USB HOST
- データベース：Ubiquitous DeviceSQL
- 高速起動：Ubiquitous QuickBoot

## 対処すべき課題
2012年3月期有価証券報告書において以下の点を課題として挙げている。
- 事業環境及び市場
  - 主要顧客である国内エレクトロニクス業界の収益低下により、当社ソフトウェアを搭載した製品の価格が下落、出荷数も減少し、ライセンス収益減少による利益率の低下が見られる。課題として他社に先駆けて競争力の高い製品を投入することを掲げる一方、新たな収益基盤の構築に向けた事業転換の推進も挙げている。
- 事業ポートフォリオ
  - 携帯ゲーム分野の売上低下が会社全体の売上・利益減少に繋がっていることを踏まえ、ネットワーク分野・データベース分野の事業拡大、高速起動分野の収益化、新規事業の立ち上げを課題としている。
- 新規事業の立ち上げ
- 体制強化と効率化

## 主要財務数値
2011年3月期まで売上高は拡大傾向が続いていたが、2012年3月期は一転して売上高が減少。営業利益も大幅に減少し、当期赤字に転落している。
|          | 2008年3月期 | 2009年3月期 | 2010年3月期 | 2011年3月期 | 2012年3月期 |
| -------- | ----------- | ----------- | ----------- | ----------- | ----------- |
| 売上高   | 878         | 945         | 1,159       | 1,422       | 915         |
| 営業利益 | 461         | 373         | 463         | 653         | 63          |
| 経常利益 | 439         | 298         | 470         | 653         | 64          |
| 純利益   | 259         | 105         | 183         | 382         | △18         |

単位：百万円

## データ出所
- 株式会社ユビキタス決算短信及び有価証券報告書